# بطولة العالم للدراجات على المضمار 2010
بطولة العالم للدراجات على المضمار 2010 هي الدورة ال107 من بطولة العالم للدراجات على المضمار، أجريت في باليروب، الدنمارك.

## النتائج النهائية
| المسابقة                                      | ذهبية                                                              | فضية                                                                     | برونزية                                                       |
| --------------------------------------------- | ------------------------------------------------------------------ | ------------------------------------------------------------------------ | ------------------------------------------------------------- |
| الرجال                                        |                                                                    |                                                                          |                                                               |
| السرعة الفردية                                | غريغوري باودج (FRA)                                                | شين بيركنز (AUS)                                                         | كيفن سيرو (FRA)                                               |
| سباق الكيلو متر ضد الساعة                     | تيون مولدر (NED)                                                   | مايكل د. ألميدا (FRA)                                                    | فرانسوا بيرفيس (FRA)                                          |
| سباق المطاردة الفردية                         | تايلور فيني (الولايات المتحدة)                                     | جيسي سيرجنت (نيوزيلندا)                                                  | جاك بوبريدجي (أستراليا)                                       |
| سباق المطاردة الفرقية                         | جاك بوبريدجي · روهان دنيس · مايكل هيبورن · كاميرون ماير · أستراليا | ستيفن بيرك · إد كلانسي · بن سويفت · اندي تينانت (دراج) · بريطانيا العظمى | سام بولي · يستلي غوف · Peter Latham · جيسي سيرجنت · نيوزيلندا |
| سباق الخدش - السكراتش                         | أليكس راسموسن (DEN)                                                | خوان أرانغو (دراج) (COL)                                                 | كازوهيرو موري (JPN)                                           |
| السرعة الفردية للفرق                          | روبرت فورستمان · ماكسيميليان ليفي · Stefan Nimke · ألمانيا         | غريغوري باودج · مايكل د. ألميدا · كيفن سيرو · فرنسا                      | روس ادجار · كريس هوي · جيسون كيني · بريطانيا العظمى           |
| السرعة الفردية بالترادف (بالإنجليزية: tandem)‏ |                                                                    |                                                                          |                                                               |
| السباق الأمريكي (ماديسون)                     | لي هوارد · كاميرون ماير · أستراليا                                 | مورغان كنيسكي · كريستوف ريبلون · فرنسا                                   | Ingmar De Poortere · Steve Schets · بلجيكا                    |
| سباق مطاردة الدراجة النارية للهواة            |                                                                    |                                                                          |                                                               |
| سباق مطاردة الدراجة النارية للمحترفين         |                                                                    |                                                                          |                                                               |
| الكيرين                                       | كريس هوي (GBR)                                                     | عزيزول حسني أوانغ (MAS)                                                  | ماكسيميليان ليفي (GER)                                        |
| سباق النقاط                                   | كاميرون ماير (AUS)                                                 | بيتر تشيب (NED)                                                          | ميلان كادليك (CZE)                                            |
| سباق الأومنيوم                                | إد كلانسي (GBR)                                                    | لي هوارد (AUS)                                                           | تايلور فيني (USA)                                             |
| السيدات                                       |                                                                    |                                                                          |                                                               |
| السرعة الفردية                                | فيكتوريا بندلتون (GBR)                                             | قوه شوانغ (CHN)                                                          | سيمونا كروبيكيت (LTU)                                         |
| سباق 500 متر ضد الساعة                        | آنا مارس (3) (AUS)                                                 | سيمونا كروبيكيت (LTU)                                                    | أولغا بانارينا (BLR)                                          |
| سباق المطاردة الفردية                         | سارة همر (USA)                                                     | ويندي هوفيناجيل (GBR)                                                    | Vilija Sereikaitė (LTU)                                       |
| سباق المطاردة الفرقية                         | Ashlee Ankudinoff · سارة كينت (دراج) · جوزي توميتش · أستراليا      | ليزي ديجنان · ويندي هوفيناجيل · جوانا روسيل · بريطانيا العظمى            | راشلي بيوكانان · لورين إليس · أليسون شانكس · نيوزيلندا        |
| سباق الخدش - السكراتش                         | باسكال جيولاند (FRA)                                               | يوماري غونزاليس (CUB)                                                    | بليندا جوس (AUS)                                              |
| السرعة الفردية للفرق                          | كارلي مكولوتش · آنا مارس · أستراليا                                | غونغ جينجي · لين جونهونغ ‏ · الصين                                        | Gintare Gaivenyte · سيمونا كروبيكيت · ليتوانيا                |
| الكيرين                                       | سيمونا كروبيكيت (LTU)                                              | فيكتوريا بندلتون (GBR)                                                   | أولغا بانارينا (BLR)                                          |
| سباق النقاط                                   | تارا ويتن (CAN)                                                    | لورين إليس (NZL)                                                         | تاتسيانا شاراكوفا (BLR)                                       |
| سباق الأومنيوم                                | تارا ويتن (CAN)                                                    | ليزي ديجنان (GBR)                                                        | ليري أولابيريا (ESP)                                          |